# 岸野里香
岸野 里香（きしの りか、1994年〈平成6年〉6月4日 - ）は、日本のYouTuber。元歌手、元タレント。ロックバンド・Over The Topの元ヴォーカル、女性アイドルグループ・NMB48の元メンバーである。兵庫県加古川市出身。身長162cm。O型。夫はバスケットボール選手の中東泰斗。愛知県名古屋市在住。

## 略歴

### NMB48時代
2010年9月20日、『NMB48オープニングメンバーオーディション』に合格（応募総数7256名、最終合格者26名）。10月9日、『Visit Zooキャンペーン応援プロジェクト AKB48 東京秋祭り supported by NTTぷらら』にてNMB48第1期研究生26名の1人として披露され、活動を開始した。
2011年1月1日、大阪市・難波のNMB48劇場において『NMB48 1期生「誰かのために」』公演を開始、選抜メンバー16名のうちの1人として劇場公演デビューを果たした。2011年3月10日、NMB48第1期研究生25名の中から16人のうちの1人としてチームNのメンバーに選出された。
2012年1月13日、R-1ぐらんぷり2012に「岸野里香」名義で出場し、2月12日の2回戦まで進んで敗退した（NMB48の他のメンバーでは小笠原茉由（当時）が3回戦敗退）。
2013年5月から6月にかけて投票が実施された『AKB48 32ndシングル選抜総選挙』については、自身のブログにて立候補しない意向を伝えた。
2016年5月から6月にかけて実施された『AKB48 45thシングル選抜総選挙』では66位で、アップカミングガールズに選出されたが、同年8月27日、神戸ワールド記念ホールで開催された『NMB48 リクエストアワー セットリスト ベスト235 2016』にて、NMB48を卒業することを発表し、10月15日にNMB48劇場において卒業公演を実施し、6年間にわたるNMB48としての活動を終了した。

### NMB48卒業後
2017年2月20日、岸野がボーカルを務めるロックバンド『Over The Top』を結成し同年夏にメジャーデビュー。
2018年1月5日、バスケットボールBリーグ・名古屋ダイヤモンドドルフィンズの中東泰斗と結婚することと妊娠していることを公表し、所属するバンドが解散することを発表した。
2018年8月1日に第一子の男児を出産し、2年後の2020年11月26日に次男を出産した。
2021年8月15日に大阪城ホールで開催された『白間美瑠卒業コンサート〜みるるん、さるるん、ありがとう♡〜』にサプライズ出演し「制服が邪魔をする」を歌唱。

## 人物
- 愛称は、りかにゃん[5]。愛称はなかなか決められず、同期生の福本愛菜に「一緒のにゃんにゃんコンビにしよおぜ」と言われて「りかにゃん」に決めた。その福本のことは「相方」と呼んでいる[17]。同期には、卒業生の森彩華が「あーにゃん」、同じく卒業生の肥川彩愛が「あやにゃん」と「にゃん」が付くメンバーがもう2人おり、4人合わせて「にゃんにゃん's」と呼ばれていた[18]。
- グループ在籍時のキャッチフレーズは「エレベーターに乗る時は横向き〜、集合写真は気持ち横向き〜、みんな大好き肩幅〜」で、かつては「得意科目は! 体育、音楽、数学、社会、でもやっぱり、里香(理科)〜〜!」だった[19]。
- 左利き。ただし、ボール系種目は右利き[20]。
- 性格を表すエピソードとしては、NMB48のメンバー内投票で「ひょうきん王」「オトナ王」に選ばれており、言動が面白いだけでなく、冷静で落ち着きがある[21]。
- 長所はポジティブなところ[22]。
- 小学生の頃、ジャズダンスを2年間習っていた[23]。
- 好きな食べ物はイクラ、あなご、もずく[5]、オクラ、山芋、焼肉、アイスクリーム。好きな言葉は「運も実力のうち」である[23]。
- 趣味はドラッグストア巡り[22]、スポーツ、岩盤浴、買い物、カラオケ[5]。
- 特技はスノーボード、バスケットボール[22]。スノーボードは5歳から始め、4歳の頃はスキー場でスノーボードではなくスキーをやることにしていたが、スキーをやり始めてすぐに嫌になって投げ出してしまい、そり遊びに変えたが、父がスノーボードをやっているのを見てそりの上に立って父のスノーボードの真似をして、その1年後に本格的にスノーボードに挑戦した[24]。
- 「R-1ぐらんぷり2012」では一人コントを披露。パーマのカツラにサングラスをかけ、スーパーマーケットで万引したおばちゃんを演じるというネタだった[25]。
- 保有資格は普通自動車運転免許[26]。

### NMB48
- NMB48に入ったきっかけは、母親の勧め[23]。オーディションの時に歌った歌は浜崎あゆみの「BLUE BIRD」である[27]。
- 親しいメンバーは福本愛菜、上西恵、小谷里歩、木下春奈、近藤里奈[22]。

## NMB48での参加曲

### シングル選抜曲
- 絶滅黒髪少女
  - 青春のラップタイム
  - 僕が負けた夏 - 「白組」名義
  - 三日月の背中
- オーマイガー!
  - 僕は待ってる
  - 結晶 - 「白組」名義
- 純情U-19
  - 努力の雫 - 「白組」名義
- 「ナギイチ」に収録
  - 理不尽ボール  - 「アンダーガールズ」名義
  - 最後のカタルシス  - 「白組」名義
- ヴァージニティー
  - 妄想ガールフレンド
- 北川謙二
  - インゴール
- 「僕らのユリイカ」に収録
  - 奥歯  - 「白組」名義
- 「カモネギックス」に収録
  - どしゃぶりの青春の中で  - 「白組」名義
- 「高嶺の林檎」に収録
  - プロムの恋人 - 「白組」名義
- 「らしくない」に収録
  - 休戦協定 - 「Team N」名義
- 「Don't look back!」に収録
  - 卒業旅行
  - 恋愛ペテン師 - 「Team N」名義
- 「ドリアン少年」に収録
  - 命のへそ - 「Team N」名義
- Must be now
  - 夢に色がない理由 - 「Team N」名義
  - 俺らとは
- 「甘噛み姫」に収録
  - 儚い物語 - 「Team N」名義
- 僕はいない
  - 空から愛が降って来る - 「Team N」名義

AKB48名義
- 「ギンガムチェック」に収録
  - あの日の風鈴 - 「ウェイティングガールズ」名義
- 「LOVE TRIP/しあわせを分けなさい」に収録
  - 2016年のInvitation - 「アップカミングガールズ」名義

### アルバム選抜曲
NMB48名義
- 『てっぺんとったんで!』に収録
  - てっぺんとったんで!
  - Lily - 「team N」名義
- 『世界の中心は大阪や 〜なんば自治区〜』に収録
  - 電車を降りる - 「team N」名義

AKB48名義
- 『ここにいたこと』に収録
  - ここにいたこと
- 『1830m』に収録
  - 青空よ 寂しくないか?

### 劇場公演ユニット曲
チームN 1st Stage「誰かのために」公演
- Bird
- 制服が邪魔をする

チームN 2nd Stage「青春ガールズ」公演
- Blue rose

チームN 3rd Stage「ここにだって天使はいる」
- この世界が雪の中に埋もれる前に

チームN 4th Stage「ここにだって天使はいる」公演
- この世界が雪の中に埋もれる前に

## 出演

### テレビ
- スター姫さがし太郎「NMB48プロジェクト」（2010年9月11日 - 2011年9月24日、テレビ東京）
- どっキング48（2011年4月19日 - 2012年4月17日・8月7日 - 2013年3月26日、関西テレビ）
- なにわなでしこ（2011年7月12日 - 12月28日、日本テレビ）
- 流行りん♥モンロー!（2012年4月23日 - 9月17日、関西テレビ）
- あるあるYYテレビ（2012年7月3日・11月26日、TVQ九州放送）
- 三枝の落語創世記→文枝の落語創世記（2012年7月14日・2013年1月5日・2月9日・8月10日・2014年1月11日、NHK大阪放送局）
- NMB48 げいにん!（2012年8月14日・9月11日、日本テレビ）
  - NMB48 げいにん!!!3（2014年7月5日 - 9月20日、日本テレビ）
- 天真爛漫☆セキララ子〜恋敗女子のための幸せ応援バラエティ〜（2013年1月12日 - 3月30日、朝日放送）
- ブラックミリオン（2013年4月6日 - 2014年3月29日、テレビ東京）
- NMBとまなぶくん（2013年4月11日 - 、関西テレビ）
- NMB48のナイショで限界突破!（2014年4月23日 - 、BSスカパー!）
- ワケあり!レッドゾーン（2014年6月12日 - 、読売テレビ）アシスタント
- NMBのめっちゃバイト（2014年8月12日・10月14日、関西テレビ）
- 陣内ケンコバ中川家! アラフォー同期 シンガポールへ行く（2014年12月27日、関西テレビ）

### ラジオ
- NMB48りかとダレカのガールズ☆ト〜ク（2013年4月6日 - 2016年10月9日、ラジオ関西）[注 1]
- 岸野里香と三上公也のとっておきの神戸!（2016年10月9日 - 12月25日、ラジオ関西）[3]
- 60TRY部（2017年10月6日 - 2018年1月5日、ラジオ日本） - 金曜日パーソナリティ

### 映画
- NMB48 げいにん! THE MOVIE お笑い青春ガールズ!（2013年8月1日、よしもとクリエイティブ・エージェンシー）

### 舞台
- 関西テレビ放送開局55周年記念ミュージカル「愛の唄を歌おう」（2014年1月10日 - 21日、東急シアターオーブ / 1月25日 - 2月2日、オリックス劇場）[28]

### CM
- 江崎グリコ 『ブレオ』（2011年3月）[29]

## 書籍

### 雑誌連載
- 月刊ENTAME（2012年3月30日 - 2013年3月30日、徳間書店） - 「浪花女のお笑い修行道」を小笠原茉由と共同連載。